# ساقلته (مركز)
مركز ساقلته، مركز إداري مصري. يقع في محافظة سوهاج الواقعة في جمهورية مصر العربية. القاعدة الإدارية للمركز هي مدينة ساقلتة.